# The Dressmaker - Il diavolo è tornato
The Dressmaker - Il diavolo è tornato (The Dressmaker) è un film drammatico australiano del 2015 scritto e diretto da Jocelyn Moorhouse, basato sull'omonimo romanzo di Rosalie Ham. Ha come protagonista Kate Winslet nei panni di una femme fatale nel ruolo principale della sarta, Myrtle "Tilly" Dunnage, che torna in una piccola città australiana per prendersi cura della madre mentalmente instabile. Il film esplora i temi della vendetta e della creatività ed è stato descritto da Moorhouse come "Gli spietati di Clint Eastwood con una macchina da cucire". Il film è stato cofinanziato a livello internazionale tra l'Australia e gli Stati Uniti.
(Tagline del film)

## Trama
Nel 1926 a Dungatar, piccolissimo paesino fittizio dell'entroterra australiano, a dieci anni Myrtle Dunnage rimane incolpevolmente coinvolta nella morte del compagno di classe Stewart Pettyman, figlio del sindaco. Quest'ultimo, dopo averla accusata di omicidio, la fa allontanare dal sergente Horatio Farrat, mandandola in un collegio a Melbourne. Qualche anno dopo, Myrtle si trasferisce in Europa dove studia moda e diventa un'abile e talentuosa sarta.
Nel 1951, venticinque anni dopo, Myrtle, che ora si fa chiamare Tilly, torna a Dungatar per prendersi cura della madre Molly, che da tempo ha perso la ragione e vive nello squallore. Tilly vede che nulla è cambiato: lei e la madre sono ancora emarginate dalla comunità (i cui abitanti non perdevano mai occasione di rinfacciare a Tilly di essere la figlia bastarda di una poco di buono) e lei è ancora ritenuta "maledetta" perché creduta responsabile della morte di Stewart.
Tilly riesce a riabilitare sua madre e a riallacciare i rapporti con lei, e attira l'attenzione della comunità con le sue creazioni sfruttando le sue doti nel campo dell'alta moda. In occasione di un ballo per festeggiare la vittoria della squadra locale di football, Tilly accetta di realizzare un costume per la sciatta Gertrude Pratt, facendosi rivelare in cambio che il giorno della morte di Stewart aveva detto a quest'ultimo, che era un bullo, dove si nascondeva Tilly per evitare di essere maltrattata al suo posto. La trasformazione di Gertrude lascia tutti a bocca aperta e Tilly diviene quindi oggetto di richieste da parte delle altre donne, per le quali cuce abiti in grado di esternare la loro femminilità, rendendole appariscenti.
Nel frattempo Teddy McSwiney, campione locale di football e uno dei pochissimi cittadini a essersi preso cura di Molly in tutti quegli anni, si avvicina a Tilly e tra i due si accende pian piano una relazione amorosa. Inoltre Tilly stringe amicizia col sergente Farrat, il quale rivela a lei e sua madre di essere appassionato di moda femminile, ma di averlo sempre tenuto nascosto perché altrimenti sarebbe stato giudicato male e avrebbe perso tutto: infatti, venendo ricattato con la minaccia che in caso contrario tutti avrebbero saputo di questa cosa, è stato costretto dal sindaco Evan Pettyman a mandarla lontano.
Pettyman recluta l'incompetente Una Pleasance per avviare un servizio di sartoria con l'intendo di intralciare il lavoro di Tilly. Quando però Gertrude, che si sta per sposare con William Beaumont, rimane profondamente delusa dall'abito da sposa, torna da Tilly, anche le altre cittadine fanno lo stesso.
Durante il rinfresco per le nozze di Gertrude e William, Tilly, che ha scoperto dalla sua ex insegnante Beulah Harridiene che la deposizione da lei resa alla polizia era volutamente falsa perché non si trovava nelle vicinanze del cortile della scuola, ne discute con Farrat, il quale le dice che sfortunatamente non ci sono testimoni che possano difenderla, venendo tra l'altro a sapere che Pettyman aveva il diritto genitoriale di allontanarla: il sindaco infatti è il padre biologico di Tilly (che quindi era la sorellastra di Stewart), e tutti ne sono sempre stati a conoscenza benché si astenessero dal parlarne apertamente. Beulah, arrabbiata per il fatto che Tilly le ha estorto la verità, mente con malignità e dice a Marigold, madre di Stewart e moglie succube di Pettyman (un donnaiolo che la tradisce continuamente e che abusa di lei nel sonno facendole bere un tonico per nervi come sedativo), che è stata Tilly a uccidere suo figlio.
Marigold inveisce contro Tilly, e Teddy dà un pugno a Pettyman quando questi la insulta. Tilly scappa e Teddy la segue dopo aver calmato il proprio fratello Barney, affetto da ritardo mentale, il quale continua a ripetere che Tilly «si è mossa» quando Stewart è morto. Raggiunta Tilly al cortile della scuola, Teddy la aiuta a ricostruire la dinamica del presunto omicidio di Stewart, di cui fino a quel momento aveva solo ricordi confusi: quest'ultimo era bullo che tendeva a colpire a testate, come fosse un toro, la pancia delle sue vittime, soprattutto l'innocente Tilly, alla quale disse che se non si fosse lasciata colpire avrebbe ucciso sua madre e poi anche lei; non si trattò quindi di omicidio, ma egli sbatté violentemente la testa contro il muro rompendosi il collo mentre stava per colpire alla pancia Tilly, che si era spostata all'ultimo per evitare la sua violenta testata. Barney aveva assistito a questi fatti mentre era seduto in cima al silo del paesino, ma temeva che la gente avrebbe pensato che stesse mentendo a causa della propria disabilità, col rischio di essere spedito lontano chissà dove, perciò non ne aveva parlato.
Tilly e Teddy fanno l'amore nel caravan di lui e progettano di sposarsi. Una notte si siedono in cima al silo e Teddy, per dimostrare a Tilly che lui non la crede affatto maledetta, si butta nel silo come aveva fatto altre volte per scherzo con i suoi amici, convinto di cavarsela; stavolta, però, invece del solito grano il silo è stato riempito della più pericolosa saggina, nella quale purtroppo Teddy affonda e muore soffocato. Le donne del villaggio prendono allora la morte di Teddy come nuovo pretesto per voltare le spalle a Tilly e incolparla nuovamente. Molly rinfaccia loro che in realtà la colpa della morte di Teddy è stata soltanto loro, dato che il gesto che lo ha portato alla morte è stato fatto per dimostrare a Tilly che il suo amore per lei era più forte dell'odio e delle malelingue sul suo conto.
Molly racconta alla figlia di aver conosciuto Pettyman quando era una ventenne un po' naif, ma di essersene pentita e di non averlo voluto sposare; Pettyman non parlava molto con Tilly perché non era il figlio maschio che lui desiderava. A quei tempi il padre di Marigold era il sindaco, e quando questi morì, Pettyman corteggiò e sposò Marigold per appropriarsi del suo denaro. L'uomo fece mandare via Tilly con l'intento di ferire Molly.
Gertrude (che ora si fa chiamare Trudy) e sua suocera Elsbeth chiedono a Tilly di aiutare il loro gruppo teatrale a vincere un festival estivo contro la città di Winyerp cucendo i vestiti per la loro rappresentazione del Macbeth, dicendole che così i concittadini la perdoneranno, ma lei rifiuta sdegnata. Molly esorta la figlia a usare il suo incredibile talento e potere nel trasformare le persone per rivalersi contro chi la vuole sfruttare, e inizia a pensare a un piano.
Qualche tempo dopo Molly muore a causa di un ictus, e né il sindaco Pettyman né l'anziano farmacista Percival Almanac fanno nulla per aiutarla. Tilly, profondamente addolorata, trascorre il resto della giornata del funerale insieme a Farrat, col quale si ubriaca e ascolta dei vinili. Beulah li spia da sotto una veranda, ma Tilly lancia il giradischi proprio da lì e la colpisce alla testa; il giorno dopo, Farrat manda Beulah in un sanatorio a Melbourne.
Col tempo la vendetta di Tilly, ideata dalla madre, inizia a consumarsi: l'ignobile Almanac (che tra l'altro picchiava la moglie Irma prima di diventare gravemente gobbo) muore affogando nello stagno sul retro di casa sua dopo che Tilly fa mangiare a sua moglie dei dolcetti ripieni con l'hashish (che Molly le preparava per alleviarle i dolori dell'artrite) molto forti che la fanno addormentare, così che lei non possa fermare il marito con un cuscino dato che per camminare lui deve essere spinto ma poi non riesce a fermarsi da solo; invece Marigold, venuta a sapere tutta la verità da Tilly, affronta e uccide lo spregevole marito tagliandogli l'arteria femorale dopo che lui minaccia di mandarla in un manicomio, e lo lascia morire dissanguato. Il gruppo teatrale di Dungatar perde la competizione e scopre che Tilly ha cucito i costumi per le donne di Winyerp, che hanno rappresentato Il Mikado (Molly aveva infatti chiesto a Irma di spedire la lettera di candidatura per suo conto), oltre al fatto che l'assenza di Pettyman e Marigold ha compromesso la loro rappresentazione. Intanto Farrat, per fare ammenda nei confronti di Tilly per averla portata via venticinque anni prima, si costituisce vestito da torero, prendendosi la colpa dell'hashish, distribuendo i propri bozzetti ai presenti e venendo infine arrestato, non prima di aver ringraziato Tilly per avergli arricchito la vita in modo indescrivibile.
Dichiarando di non essere più "maledetta", Tilly dà fuoco alla sua casa e fa rotolare giù per la collina un rotolo di tessuto rosso imbevuto di paraffina, incendiando di conseguenza tutta Dungatar. Quando i cittadini tornano indietro trovano tutto ormai in rovina. Intanto Tilly parte a bordo di un treno per Melbourne, con l'intenzione di tornare a Parigi; il controllore le passa a fianco e nota l'alta nuvola di fumo dovuta all'incendio, ipotizzando che stavolta gli abitanti del villaggio abbiano fatto bruciare una quantità eccessiva di spazzatura, al ché Tilly commenta fra sé e sé, sarcastica: «Lei non ha mai visto certa spazzatura».

## Colonna sonora
La colonna sonora, che si rifà agli spaghetti western e all'elettronica, è stata composta da David Hirschfelder e pubblicata il 15 novembre 2015 dall'etichetta dello stesso Hirschfelder.
1. The Dressmaker Opening Title – 3:13
2. The Murderess Is Back! – 2:38
3. The Black Dress – 1:33
4. Why Did You Come Back? – 3:31
5. You Know Exactly What Day – 0:42
6. Need a Lift? – 2:20
7. You Never Come Back for Me – 1:29
8. Sgt Farrat's Frenzy – 1:31
9. You Don't Scare Me – 0:43
10. Una Arrives in Dungatar – 2:48
11. Una's Salon – 0:50
12. They Were Starting to Like Me – 2:16
13. Gert's Wedding Dress Disaster – 1:39
14. Tilly Understands My Body Shape – 0:36
15. Will You Be My Best Man? – 1:08
16. You Moved! – 6:30
17. A Better Place – 1:37
18. My Beautiful Boy – 1:20
19. Just an Average Battle – 4:58
20. You're Not the Cursed One – 2:00
21. All Settled Then – 1:53
22. Goodbye Old Friend – 2:12
23. Goodbye Almanac, Farewell Sgt. Farrat – 3:38
24. Burning Down Dungatar – 2:08
25. The Dressmaker Closing Credits – 5:17

## Distribuzione
Il film è stato presentato in anteprima al Toronto International Film Festival il 14 settembre 2015, e distribuito nelle sale cinematografiche australiane il 22 ottobre. In Italia è stato distribuito il 28 aprile 2016 da Eagle Pictures, con la direzione del doppiaggio (registrato presso la CDC Sefit Group) e l'adattamento dei dialoghi curati da Roberto Gammino.

## Accoglienza

### Botteghino
Al 13 novembre 2016, The Dressmaker ha incassato oltre 24 milioni di dollari statunitensi (oltre 32 milioni di dollari australiani) contro un budget di 11,9 milioni di dollari statunitensi (17 milioni di dollari australiani).
Il film si è classificato al primo posto al botteghino australiano incassando 697.791,12 il primo giorno. Ha incassato $ 2,26 milioni di dollari statunitensi (3,16 milioni di dollari australiani) comprese le anteprime, con un guadagno totale di oltre 2,56 milioni di dollari statunitensi (3,58 milioni di dollari australiani) nel suo fine settimana di apertura in Australia.
Ha battuto il record di The Water Diviner (2014) di Russell Crowe per la più grande apertura cinematografica australiana al botteghino ed è diventato il secondo film australiano di maggior incasso del 2015 dopo Mad Max: Fury Road e l'undicesimo film di maggior incasso film di tutti i tempi al botteghino australiano.

### Critica

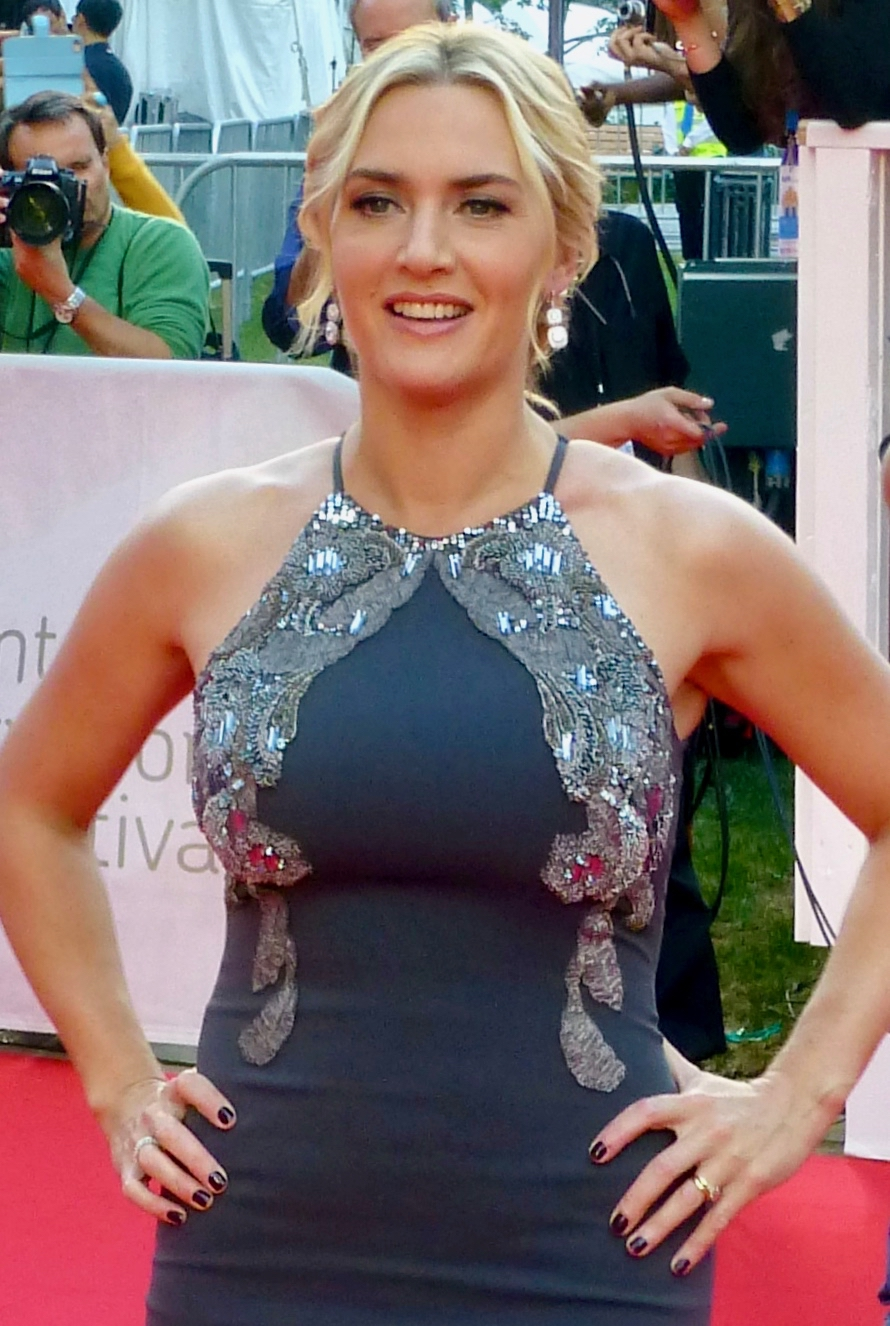
Kate Winslet alla premiere di The Dressmaker al Toronto International Film Festival 2015. La sua interpretazione ha ricevuto consensi nonostante il film abbia ricevuto recensioni generalmente contrastanti.

Il film detiene un punteggio di approvazione del 66% sul sito web Rotten Tomatoes, basato su 140 recensioni con un punteggio medio di 5,9/10. Il consenso critico del sito recita: "The Dressmaker vanta una forte interpretazione centrale di Kate Winslet e un'accattivante serie di stranezze narrative, che possono o meno adattarsi perfettamente agli spettatori".
L'altro sito web Metacritic assegna al film un punteggio di 47 su 100, basato su 27 critici, indicando "recensioni contrastanti o medie".
Sarah Ward di Screen International ha recensito il film così: "Commedia leggera, dramma romantico, segreti di una piccola città e schemi di vendetta potrebbero non sembrare un mix facile o vincente; tuttavia in The Dressmaker, la combinazione si adatta". Ha anche elogiato i costumi del film, affermando che "con l'intricato lavoro dei costumisti Marion Boyce e Margot Wilson è chiaramente fondamentale". Richard Ouzounian gli ha assegnato quattro stelle su quattro, definendolo "un vero stile di bravura e riesce a servire come tragedia della vendetta, commedia romantica e intrattenimento elegante tutto in una volta" e dicendo: "Winslet è formidabile nei panni di Tilly Dunnage e Davis è sublime." e ha affermato: "The Dressmaker è quanto di più lontano dalla visione essenziale si possa immaginare, ma, nonostante tutti i suoi evidenti difetti, gran parte di esso si qualifica come un piacere colpevole patinato e sciocco".
Kevin Jagernauth nella sua recensione per Indiewire ha criticato il film, scrivendo che "vuole essere una storia impertinente e assurda di uno scandalo di una piccola città, solo per poi tentare di capovolgere completamente la storia", che descrive come " un concetto potenzialmente interessante" che il film "non si impegna mai". Tuttavia, ha elogiato il cast: "Winslet fissa il ruolo principale con sensualità e sicurezza, rimanendo misurato anche quando il film intorno a lei non lo è" e descrive Judy Davis "che ruba la maggior parte delle scene" ed è "esilarante come madre eccentrica e stravagante di Tilly".

## Riconoscimenti
- 2015 - Mill Valley Film Festival [17]
  - Premio del pubblico d'argento per la miglior attenzione al vuoto a Jocelyn Moorhouse
- 2015/II - AACTA Award [18]
  - People's Choice Award for Favourite Australian Film
  - Miglior attrice a Kate Winslet
  - Miglior attrice non protagonista a Judy Davis
  - Miglior attore non protagonista a Hugo Weaving
  - Migliori costumi a Marion Boyce a Margot Wilson
  - Candidatura per il miglior film
  - Candidatura per la miglior regista a Jocelyn Moorhouse
  - Candidatura per la miglior attrice non protagonista a Sarah Snook
  - Candidatura per la miglior fotografia a Donald McAlpine
  - Candidatura per il miglior montaggio a Jill Bilcock
  - Candidatura il miglior sonoro a Andrew Ramage, Glenn Newnham, Chris Goodes, David Williams, Mario Vaccaro e Alex Francis
  - Candidatura per la miglior colonna sonora a David Hirschfelder
  - Candidatura per la miglior scenografia a Roger Ford
- 2016 - AACTA International Award
  - Candidatura per la miglior attrice non protagonista internazionale a Judy Davis
- 2016 - Dallas-Fort Worth Film Critics Association Awards [19]
  - Candidatura per la miglior attrice non protagonista a Judy Davis
- 2016 - Film Critics Circle of Australia Awards
  - Miglior attrice a Kate Winslet
  - Miglior attrice non protagonista a Judy Davis
  - Candidatura per la miglior attrice non protagonista a Sarah Snook
  - Candidatura per il miglior film
  - Candidatura per la miglior regista' a Jocelyn Moorhouse
  - Candidatura per la miglior scenografia a Roger Ford
  - Candidatura per il miglior attore non protagonista a Hugo Weaving
  - Candidatura per la miglior fotografia a Donald McAlpine
  - Candidatura per la miglior colonna sonora a David Hirschfelder
  - Candidatura per il miglior montaggio a Jill Bilcock
- 2016 - San Diego Film Critics Society Awards [20]
  - Candidatura per la miglior attrice non protagonista a Judy Davis
  - Candidatura per i migliori costumi a Marion Boyce e Margot Wilson
- 2016 - Women Film Critics Circle Awards [21]
  - Candidatura per il miglior film femminile a Jocelyn Moorhouse
  - Candidatura per la miglior attrice in un film commedia a Judy Davis
  - Candidatura per il miglior team creativo composto da donne
- 2017 - Dorian Awards [22]
  - Film "campy" dell'anno